# 台湾蓑藓
台湾蓑藓（学名：Macromitrium taiwanense）为木灵藓科蓑藓属下的一个种。

## 扩展阅读
- 維基物種上的相關：台湾蓑藓